# Влащенко, Наталья Викторовна
Ната́лья Ви́кторовна Вла́щенко (укр. Наталя Вікторівна Влащенко; род. 11 сентября 1960, Житомир) — украинский театровед, сценарист и драматург, колумнист, издатель, телеведущая, лауреат конкурса «Человек года» (номинация «Журналист года 2017»). Креативный продюсер и ведущая телеканала «Украина 24». Генеральный продюсер телеканала ZIK до 20 августа 2020 года, экс-главный редактор украинского общественно-политического журнала «Публичные люди», заслуженный журналист Украины. Ведущая политического ток-шоу «Народ против», программ «Перші-другі», «Хард с Влащенко» и итогового ток-шоу «Спецпроект с Наташей Влащенко» на телеканале ZIK до 20 августа 2020 года, а с 7 сентября 2020 года — на телеканале «Украина 24». Пять лет подряд входит в рейтинг «100 самых влиятельных женщин Украины» по версии журнала «Фокус» — в 2017, 2018, 2019, 2020, 2021 годах. Также, по версии журнала «Фокус» в 2021 году вошла в рейтинг «100 самых влиятельных людей Украины». Ведет свой YouTube-канал «Власть & Влащенко», с 2020 года — обладатель серебряной кнопки YouTube (по состоянию на декабрь 2022 года — 298 тысяч подписчиков).

## Биография
Родилась 11 сентября 1960 года в городе Житомире в семье военного. Окончила филологический факультет Житомирского педагогического университета имени И.Франко, а также факультет театроведения Киевского института театрального искусства им. Карпенка-Карого.
Член Совета по вопросам свободы слова и защиты журналистов с 6 ноября 2019 года.

### Карьера
Преподавала в Житомирском государственном педагогическом университете историю искусств. Работала как заведующая литературной частью Житомирского областного музыкально-драматического театра имени Кочерги.
Работала корреспондентом отдела театрального искусства газеты «Культура і життя». Была первым заместителем главного редактора украинской газеты «Сегодня».
В 1999 году основала издательский дом «Форзац», который издает популярные украинские журналы «Публичные люди», «Обличчя України», а также книги библиотеки «ПЛ».
В интервью 2002 года с Марком Рудинштейном проанализировала конфликт продюсера с Никитой Михалковым.
В 2011 году в соавторстве с Евгением Минко написала книгу «Диалоги животных». Авторы в шутливой форме рассказали об особенностях украинского социума и СМИ.
С 2014 по 2017 год работала на телеканале «112 Украина».
В марте 2016 года стала лауреатом XX юбилейной общенациональной программы «Человек года—2015» в номинации «Телевизионный журналист года».
В феврале 2017 года была назначена креативным продюсером телеканала ZIK.
21 мая 2017 года, в Книжном арсенале в Киеве, состоялась презентация книги Наташи Влащенко «Кража, или Белое солнце Крыма», посвященная оккупации Крыма Российской Федерацией в 2014 году.
С августа 2017 по август 2020 года являлась генеральным продюсером телеканала ZIK.
В октябре 2017 и 2018 годах вошла в рейтинг «100 самых влиятельных женщин Украины» по версии журнала «Фокус».
Награждена украинской премией «Женщина III тысячелетия» в разделе «Рейтинг».
Осенью 2019 года снова входит в рейтинг «100 самых влиятельных женщин Украины» по версии журнала «Фокус».
В ноябре 2019 года становится членом Совета по вопросам свободы слова и защиты журналистов при Офисе президента Украины Владимира Зеленского.
С 7 сентября 2020 по 22 июля 2022 года была креативным продюсером и ведущей телеканала «Украина 24».
В октябре 2020 года занимает 15-е место в рейтинге «100 самых влиятельных женщин Украины» по версии журнала «Фокус». В июне 2021-го пятый год подряд вошла в список «100 самых влиятельных женщин Украины» по версии журнала «Фокус».

## Книги
- Евгений Минко, Наталья Влащенко. «Диалоги животных». Киев: Форзац. 2011. 120 стр. ISBN 978-966-97148-1-7
- Гарик Корогодский, Наталья Влащенко. «У нас был секс». Харьков: Фолио. 2015 319 стр. ISBN 978-966-03-7157-6
- Наталья Влащенко. «Кража, или Белое солнце Крыма». Харьков: Фолио. 2017. 400 стр. ISBN 978-966-03-7815-5
- Наташа Влащенко «Под небом Аустерлица» . Харків: Фоліо. 2018.
- Наташа Влащенко «Девушка его охранника». Laurus. 2019.
- Наташа Влащенко в соавторстве с внучкой Ириной Влащенко. Детская приключенческая повесть «Девочка и динозавр». «Саммит-книга». 2019.
- Наташа Влащенко «Вечное повторение». (Заключительный роман трилогии о журналистке Марьяне Морозовой). Издательство «Друкарський двір Олега Федорова». 2021.

## Семья
- Супруг Леонид — бизнесмен. Сын Сергей — политтехнолог[26].

## Награды
- Заслуженный журналист Украины (2009).[27]